# Josef Kienzl
Josef Kienzl (15. července 1858 Sarnthein – 14. října 1924 Sarnthein) byl rakouský křesťansko sociální politik, na počátku 20. století poslanec Říšské rady, v poválečném období poslanec rakouské Národní rady.

## Biografie
Pocházel ze zemědělské rodiny. Působil jako rolník. Byl veřejně aktivní. Zasedal v obecní radě rodného Sarntheinu v jižním Tyrolsku. V letech 1886–1899 byl starostou obce Sarntal. Angažoval se v Křesťansko sociální straně Rakouska. V letech 1902–1918 byl poslancem Tyrolského zemského sněmu. V roce 1904 se podílel na založení Tyrolského zemědělského spolku a až do roku 1919 zasedal v jeho výboru. Zasazoval se o regulaci horských potoků v Tyrolsku a reprezentoval zájmy tyrolských zemědělců.
Na počátku 20. století se zapojil i do celostátní politiky. Ve volbách do Říšské rady roku 1907, konaných poprvé podle všeobecného a rovného volebního práva, získal mandát v Říšské radě (celostátní zákonodárný sbor) za obvod Tyrolsko 15. Usedl do poslanecké frakce Křesťansko-sociální sjednocení. Mandát obhájil za týž obvod i ve volbách do Říšské rady roku 1911 a byl členem klubu Křesťansko-sociální klub německých poslanců. Ve vídeňském parlamentu setrval až do zániku monarchie.Profesně byl k roku 1911 uváděn jako zemský poslanec a rolník.
Po válce zasedal v letech 1918–1919 jako poslanec Provizorního národního shromáždění Německého Rakouska (Provisorische Nationalversammlung).